# Hrabia Woolton

## Informacje ogólne
- Dodatkowymi tytułami hrabiego Woolton są:
  - wicehrabia Woolton
  - wicehrabia Walberton
  - baron Woolton
- Rodową siedzibą hrabiów Woolton jest Auchnacree House, niedaleko Forfar w hrabstwie Angus

Hrabiowie Woolton 1. kreacji (parostwo Zjednoczonego Królestwa)
- 1956–1964: Frederick James Marquis, 1. hrabia Woolton
- 1964–1969: Roger David Marquis, 2. hrabia Woolton
- 1969 -: Simon Frederick Marquis, 3. hrabia Woolton